# 中原光信
中原 光信（なかはら みつのぶ、1922年（大正11年） - 2003年（平成15年）7月12日）は、日本の陸軍軍人。階級は陸軍少尉、情報担当将校。終戦時は陸軍独立混成第34旅団所属。クァンガイ陸軍中学教官としてベトナム独立戦争に参加した。ベトナム名はグエン・ミン・ゴック（ベトナム語：Nguyễn Minh Ngọc / 阮明玉）。

## 生涯
愛媛県出身。法政大学に入学後、剣道部主将を務めた。1944年に法大を繰り上げ卒業で陸軍に入隊し、熊本陸軍予備士官学校を経て、日本軍が進駐していたフランス領インドシナ（仏印）のフエに着任する。1945年7月からベトミンと連絡を取り始める。日本敗戦の直後には井川省少佐の「緊急事態が生じたということで、武器庫に施錠せずに至急撤収せよという旅団司令部命令を伝えろ」との指示を受けて保安部隊を司令部に呼び戻し、フエの旧皇宮にあった武器保管所（明号作戦で仏印軍から押収した武器が収蔵されていた）を無人化することでベトミンに武器を提供した。
1946年1月頃にダナン西方の保養地バーナー高原にある旧帝国陸軍将兵自主キャンプを脱走してベトミンの車でダナンへ行き、ベトミンの臨時行政機関でマラリア療養のために休養した後、ビンディンで井川と合流した。脱走日には、下士官約十人から「ベトミンに参加するつもりなら同行させてほしい」と懇願されるが、彼らの帰国及び将来を慮って認めなかった。しかし、独立混成第34旅団からは後に下士官達が脱走してベトミンに参加している。
その後は軍事訓練に専念していたが、4月上旬に海岸線を北上中のフランス軍を阻止するために戦術指導のためにトゥイホアに派遣された。任務を終えて第5戦区司令部に帰ってみると、井川が戦術指導のためベトミンを率いて中部高原の要衝プレイクへ出撃しようとしており、中原は同行許可を求めたが井川はこれを許さなかった。井川はプレイクへの途上でフランス軍の待ち伏せに遭い戦死した。
1946年4月、北ベトナム（1945年9月2日に独立宣言したベトナム民主共和国）南部抗戦委員会主席グエン・ソン将軍によって、新設準備中のクァンガイ陸軍中学（士官学校）教官に任命された。クァンガイ陸軍中学では第2大隊の教官を務めた。この学校の設立の経緯については、井川の遺志に沿った中原がグエン・ソンに進言して設立されたともされている。同年、グエン・ソンが南中部の前線における作戦指導に行くとき中原は同行し、攻撃方法について幾つか進言し、2千人近くのフランス軍を殲滅し何千挺もの銃を入手することに成功する。
1947年、ベトミン軍はナムディン攻囲戦で分厚い壁で囲まれた紡績工場とフランス軍キャンプの間に挟まれて多くの死傷者を出し、退却を余儀なくされた。中原は連隊司令部に野砲直射を進言し、自ら作戦を指揮してフランス軍を苦しめた。その後、中原はヴォー・グエン・ザップ総司令官直属の軍事参議官に任命され軍中枢の作戦会議にも出席していた。DRVハノイ防衛軍がフランス軍の包囲作戦で窮地に陥った時、夜間の渡河脱出をヴォー・グエン・ザップに提案して成功させている。
1948年4月、ドンヒーのレ・ティエット・フンが校長を務めるチャン・クォック・トアン陸軍中学の教官に他の日本人達と共に就任した。
1951年から1954年にかけて日本人数人と共に参謀本部軍事訓練局で活動し、前線で用いなければならなかった戦術の問題として、飛行機に対する射撃方法や軍事拠点の確実な攻め方についてベトナム人幹部達と共に研究する。
中原はベトナム民主共和国政府により第1級戦勝勲章と第3級軍功勲章を授与される。
1950年代に日本に帰国した後は、日越の友好商社などからなる日越貿易会を組織してその会長となり、ホンゲイ炭の輸入などでベトナム戦争時の北ベトナムを支援するなど、その後も日越経済交流に尽力した。
1990年にベトナム外相グエン・コ・タクの訪日に際して設けられた公式晩餐会に招かれ、軍総司令部においてザップの秘書を務めていたタクから「この席に昔ジャングルで一緒に戦ったグエン・ミン・ゴックさんがいます。私達は総司令部で一緒にいたが、ヴォ・グエン・ザップ将軍はよくゴックさんの意見を参考にしていました」と紹介を受けた。
1996年、ハノイの陸軍ホテルで開かれた勲章再授与祝賀会にはクァンガイ陸軍中学で中原の同僚教官であった谷本喜久男と加茂徳治、クァンガイ陸軍中学の卒業生ホー・デー中将、ファン・タイ少将ら陸軍上級幹部多数も列席している。

## 著作
- 『ベトナムへの道―日越貿易の歴史と展望』社会思想社、1995年7月。ISBN 4390604007。